# Maria Rasputina
Matryona Grigórievna Raspútina (Pokróvskoye, 26 de marzo de 1898-Los Ángeles, 27 de septiembre de 1977) fue hija del místico ruso Grigori Rasputín y su esposa Praskovia Fiódorovna Dubróvina. Tras la Revolución rusa de 1917 escribió varias memorias sobre la vida de su padre, su asociación con el zar Nicolás II de Rusia y la zarina Alejandra Fiódorovna Románova, y su asesinato.
Falleció el 27 de septiembre de 1977, a los 79 años.

## Biografía
María nació en el pueblo siberiano de Pokróvskoye, pero viajó a San Petersburgo siendo adolescente, donde cambió su primer nombre de Matryona a María, más adecuado para lograr sus aspiraciones sociales. En 1913 Rasputín trajo a San Petersburgo a María, su hija preferida, y a su hermana menor Varvara, para vivir con él y estudiar en la escuela privada Steblin-Kámensky, con la intención de convertirlas en "pequeñas damas".
La escritora Vera Zhukóvskaya describió a María, a sus dieciséis años, como una chica de rostro ancho, con un mentón cuadrado y "labios colorados" que frecuentemente lamía en un movimiento, a su parecer, predatorio. Su fuerte cuerpo parecía estar a punto de reventar su vestido de casimir y olía a sudor. Las damas de sociedad la besaban y la llamaban por sus diminutivos "Mara" y "Márochka" durante una reunión en el modesto apartamento de su padre. Zhukóvskaya pensaba que era raro ver a la hija de Rasputín recibir tanta atención por parte de princesas y condesas.
Tiempo después María relató a sus nietos que su padre le enseñó a ser generosa, incluso en momentos de apremio. Rasputín decía que ella nunca debía salir de su hogar con sus bolsillos vacíos, pues siempre debía tener en ellos algo para dar a los pobres.

### El asesinato de su padre
Las hijas de Rasputín estaban en su pequeño apartamento en San Petersburgo en diciembre de 1916, cuando fue asesinado en una fiesta en la casa de Félix Yusúpov, a quien él llamaba "El Pequeño". Reportaron los movimientos de su padre a los investigadores de la policía al día siguiente e identificaron ciertas botas recuperadas del río como las de su padre.
En abril de 1918, mientras el Zar y la Zarina viajaban a su destierro final en Ekaterimburgo, Alejandra miró por la ventana del tren en Pokróvskoye y vio a la familia de Rasputín y algunos amigos, que a su vez los miraban a través de una ventana de su casa.

### Su vida tras la Revolución
María estuvo brevemente comprometida durante la Primera Guerra Mundial a un oficial georgiano de apellido Pankhadze. Él había evitado ser enviado al frente de guerra gracias a la intervención de Rasputín, y estaba haciendo su servicio militar con los batallones de reserva en San Petersburgo.
Tras el asesinato de Rasputín, sus seguidores la persuadieron a que se casara con Borís Soloviov, el carismático hijo de Nikolái Soloviov, tesorero del Sínodo Sagrado y uno de los admiradores de su padre. Borís Soloviov rápidamente emergió como el sucesor de Rasputín. Soloviov, quien había estudiado hipnosis, asistía a las reuniones en las que los seguidores de Rasputín intentaban comunicarse con los muertos a través de oraciones y sesiones espiritistas. María también asistía a las reuniones, pero luego escribió en su diario que no podía entender por qué el supuesto espíritu de su padre insistía en decirle que "ame a Borís" cuando el grupo le dirigía la palabra en las sesiones. Ella menciona que no le agradaba Borís en absoluto. Soloviov tampoco se sentía atraído por María. No obstante, contrajeron matrimonio el 5 de octubre de 1917, regresaron a Siberia y vivieron varias semanas en la casa de Rasputín en Pokróvskoye. En su diario, Soloviov escribió que su esposa no le era útil para mantener relaciones sexuales, pues había muchísimas mujeres cuyos cuerpos le resultaban más atractivos que el de María.
Tiempo después, Soloviov tomó joyas del Zar y la Zarina para financiar su huida, pero se quedó con los fondos. Cuando los bolcheviques tomaron el poder, Soloviov delató a los oficiales que habían viajado a Ekaterimburgo para planear la escapada de los Románov. Perdió todo el dinero que había obtenido de la venta de las joyas durante la guerra civil. Existen también varios reportes de jóvenes en Rusia haciéndose pasar por los Románov tras la Revolución. Soloviov estafó a varias familias rusas prominentes pidiéndoles dinero para planear la huida de algún Románov impostor a China. Soloviov también encontró jovencitas dispuestas a hacerse pasar por alguna de las hijas del Zar en favor de las familias que había estafado.

### Años en el extranjero
Soloviov y María finalmente emigraron a París, donde Soloviov trabajó en una fábrica automotriz y después murió de tuberculosis en 1926. María encontró empleo como institutriz para mantener a sus dos pequeñas hijas. Después que Félix Yusúpov publicó sus memorias detallando la muerte de Rasputín, María demandó a Yusúpov y al Gran Duque Demetrio Románov ante un tribunal parisino, reclamando $800.000. Condenaba a los dos hombres como asesinos, y decía que cualquier persona decente sentiría repulsión por la ferocidad del asesinato de Rasputín. La demanda de María fue desestimada, pues la corte francesa determinó que no tenía jurisdicción sobre un asesinato político que tuvo lugar en Rusia.
María publicó la primera de sus tres memorias sobre Rasputín en 1932, titulada Rasputín, mi padre. También fue coautora de un libro de cocina, en el que constaba el plato favorito de su padre, la sopa de bacalao. Trabajó como bailarina de cabaret en Bucarest, Rumania y luego consiguió empleo en un circo. Durante la década de 1930 recorrió Europa y los Estados Unidos como domadora de leones, promocionándose como "la hija del famoso monje loco cuyas hazañas en Rusia asombraron al mundo". Fue lacerada por un oso en Perú, Indiana, pero se mantuvo en el circo hasta que llegó a Miami, Florida, donde renunció y empezó a trabajar como remachadora en un astillero del ejército durante la Segunda Guerra Mundial. Se radicó definitivamente en los Estados Unidos en 1937 y se convirtió en ciudadana estadounidense en 1945. Se casó con un hombre llamado Gregory Bernadsky en 1940.
Trabajó en plantas de defensa hasta 1955, cuando se tuvo que retirar debido a su edad. Desde entonces subsistió trabajando en hospitales, dando clases de ruso y haciendo de niñera para sus amigos. Aseguró tener poderes psíquicos en 1968 y dijo que Pat Nixon se le había aparecido en un sueño y le sonrió. En una ocasión incluso dijo que reconoció a Anna Anderson como la duquesa Anastasia Nikoláyevna Románova. También obtenía ingresos a través de los pagos del Seguro Social. Vivió cerca de la autopista de Hollywood en Los Ángeles durante los últimos años de su vida.